# 宋仁溥
宋仁溥（1731年—1783年），字體之，號梅堂，贵州天柱縣人，苗族。清朝政治人物，同進士出身。

## 生平
乾隆三十年（1765年）舉乙酉科鄉試第一（解元），乾隆三十一年（1766年）聯捷丙戌科三甲一百十七名進士。選翰林院庶吉士，散館歸班。乾隆四十四年（1779年）五月，签补河南卫辉府淇县知县，捐月俸修绿筠书院。因积劳成疾，乾隆四十八年（1783年）三月初五日卒官。